# 氷川神社 (さいたま市南区太田窪)
氷川神社（ひかわじんじゃ）は、埼玉県さいたま市南区の神社。

## 歴史
室町時代末期から安土桃山時代初期に創建された。氷川信仰は武蔵国（現・東京都、埼玉県）を中心に信仰されており、それに基づく氷川神社も分布している。当社もその一つである。
拝殿の奥に本殿がある。ただし、本殿は覆堂の中に入っており、通常は見ることはできない。「一間社流見世棚造」の建築物である。さいたま市の文化財に指定されている。

## 文化財
- 太田窪氷川神社本殿（さいたま市指定有形文化財 昭和44年10月14日指定）[3]

## 交通アクセス
- 南浦和駅より徒歩28分
- 国際興業バス 南浦55・浦50 「二十三夜」下車 徒歩3分